# アリスの時間
『アリスの時間』（アリスのじかん）は、あさぎり夕による日本の漫画作品。
『なかよしデラックス』（講談社）にて1991年6号から1992年2号まで連載された。全3話。単行本は同社の講談社コミックスなかよしより全1巻。

## 書誌情報
- あさぎり夕 『アリスの時間』 講談社〈講談社コミックスなかよし〉、1992年8月6日第1刷発行、ISBN 4-06-178724-1